# اشترينا حديقة حيوان
اشترينا حديقة حيوان  (بالإنجليزية: We Bought a Zoo)‏ هو فيلم دراما كوميدي أُصدر في الولايات المتحدة صدر في 2011. الفيلم من إخراج كاميرون كرو وكتابة ألين بروش ماكينا وكاميرون كرو، ومن بطولة مات ديمون وسكارليت جوهانسون وتوماس هادن تشورتش وباتريك فيوجيت وإيل فانينغ.

## القصة
تدور أحداث الفيلم في جنوب كاليفورنيا حيث ينتقل أحد الآباء برفقة عائلته إلى الإقامة في أغرب مكان يمكن أن يقطن فيه إنسان، وهو حديقة الحيوان وهناك يحاول برفقة موظفي المكان وبعض المغامرين وذو الهوايات ترميم وإعادة فتح حديقة الحيوانات وإعادتها إلى ما كانت عليه سابقا.

## طاقم الممثلين
| الممثل             | الدور           | ملاحظات |
| ------------------ | --------------- | ------- |
| مات ديمون          | بينجمان مي "بن" |         |
| سكارليت جوهانسون   | كيلي فوستر      |         |
| توماس هادن تشورتش  | دنكان مي        |         |
| كولين فورد         | ديلين مي        |         |
| ماغي إليزابيث جونز | روزي مي         |         |
| انجوس ماكفادين     | بيتر ماكريدي    |         |
| إيل فانينغ         | ليلي ميسكا      |         |
| باتريك فيوجيت      | روبن جونز       |         |
| جون مايكل هيغينز   | والتر فيريس     |         |

## الميزانية والإيرادات
بلغت تكلفة إنتاج الفيلم حوالي 50 مليون دولار أمريكي بينما حقق أرباحا تقدر بـ $120,081,841.

## ردود الفعل
تلقى الفيلم مرجعات إيجابية على العموم من النقاد، مع نسبة 67% من المراجعات إيجابية على موقع الطماطم الفاسدة بنائاً على 147 مراجعة نقدية، مع متوسط تقييم 10/6.2.

## وصلات خارجية
- اشترينا حديقة حيوان على موقع IMDb (الإنجليزية)
- اشترينا حديقة حيوان على موقع ميتاكريتيك (الإنجليزية)
- اشترينا حديقة حيوان على موقع الموسوعة البريطانية (الإنجليزية)
- اشترينا حديقة حيوان على موقع روتن توميتوز (الإنجليزية)
- اشترينا حديقة حيوان على موقع نتفليكس (الإنجليزية)
- اشترينا حديقة حيوان على موقع قاعدة بيانات الأفلام العربية
- اشترينا حديقة حيوان على موقع ألو سيني (الفرنسية)
- اشترينا حديقة حيوان على موقع Turner Classic Movies (الإنجليزية)
- اشترينا حديقة حيوان على موقع أول موفي (الإنجليزية)
- اشترينا حديقة حيوان على موقع بوكس أوفيس موجو (الإنجليزية)

1. ↑  "معلومات عن اشترينا حديقة حيوان على موقع movie.walkerplus.com". movie.walkerplus.com. مؤرشف من الأصل في 2015-05-08.
2. ↑  "معلومات عن اشترينا حديقة حيوان على موقع tvguide.com". tvguide.com. مؤرشف من الأصل في 2019-12-10.
3. ↑  "معلومات عن اشترينا حديقة حيوان على موقع netflix.com". netflix.com. مؤرشف من الأصل في 2020-03-08.